# Сахюрта (Иркутская область)
Сахю́рта (бур. сахюурта - [место имеющие] «кремнистый камень») — село в Ольхонском районе Иркутской области. Входит в Шара-Тоготское муниципальное образование.

## География
Расположено на южном берегу бухты Базарной пролива Ольхонские ворота, в 46 км к северо-востоку от районного центра — села Еланцы, и в 12 км к юго-востоку от центра сельского поселения — села Шара-Тогот.
На восточной окраине Сахюрты располагается Маломорская рыболовная станция (МРС) и действует паромная переправа МРС — остров Ольхон. Навигация открыта, как правило, с 15 мая по 15 декабря. В зимнее время действует ледовая дорога.

## Население
| 2002 | 2010 | 2011 | 2012 |
| ---- | ---- | ---- | ---- |
| 205  | ↗224 | ↗225 | ↗258 |

По данным Всероссийской переписи, в 2010 году в селе проживали 224 человека (115 мужчин и 109 женщин).

## Культура
Начиная с 2010 года на территории посёлка ежегодно проводится выездная часть летнего арт-фестиваля Baikal-live.

## Фотогалерея
- Вид на МРС со стороны пролива Ольхонские ворота
- Паромный флот «МРС — остров Ольхон»
- Паром в пути на остров Ольхон
- Бухта Базарная
- Вид на Сахюрту и бухту Базарную